# Квинт Осторий Скапула (преториански префект)
Квинт Осторий Скапула (на латински: Quintus Ostorius Scapula) е римски политик от края на 1 век пр.н.е. и през 1 век.
Скапула е конник и син на Осторий. През 2 пр.н.е. той става първият преториански префект, командир на преторианската гвардия на Рим заедно с Публий Салвий Апер.
Той е брат на Публий Осторий Скапула (управител на Египет между 3 и 10/11 г.). Вероятно е баща на Квинт Осторий Скапула (суфектконсул между 41 и 45 г.). Баща или чичо е на генерал Публий Осторий Скапула (суфектконсул вероятно 46 г. и управител на Британия 47 – 52 г.) и дядо на Марк Осторий Скапула (суфектконсул 59 г., син на Публий, суфектконсула от 46 г.)